# Chuck Higgins
Chuck Higgins, de son vrai nom Charles Williams Higgins, est un saxophoniste et chanteur de rhythm and blues américain, né à Gary, dans l'Indiana en 1924 et mort à Los Angeles en 1999.

## Carrière
Né dans l'Indiana, Charles Higgins vit à Los Angeles à partir des années 1940. Higgins est membre d'une formation dont il devient le saxophoniste et dont fera partie un temps Johnny "Guitar" Watson. Le groupe enregistre Pachuko Hop pour le label indépendant Combo Records. Le titre, qui est un succès local, fait référence aux habits excentriques portés par les Mexicains de Californie.
Le groupe quitte en 1954 Combo Records et enregistre pour plusieurs labels indépendants Sans renouer avec un succès similaire. Au début de la décennie suivante Higgins quitte la scène pour enseigner la musique.
Le groupe de Chuck Higgins reste connu pour le son rythmé et rauque de Pachuko Hop et de Motorhead Baby. Les enregistrements d'Higgins sont réédités par Ace Records UK.

## Discographie

### Singles
- pachuko Hop / Motorhead Baby (Combo Records)
- Real Gone Hound Dog (Combo Records)

## Compilation
- Chuck Higgins Pachuko Hop, CD, Ace Records UK
- Chuck Higgins Blows His Wig, CD, Ace Records UK